# Welker Cochran
Welker Cochran (* 7. Oktober 1897 in Des Moines; † 26. Juli 1960 in Belmont) war ein amerikanischer Karambolagespieler und mehrfacher Weltmeister.

## Karriere
Geboren in Des Moines, Iowa, zog die Familie schon bald nach Manson, wo Welker Cochrans Karriere schon mit 13 Jahren begann. Im Restaurant seines Vaters, wo auch Billardtische standen, verkehrte auch Frank Gotch. Dieser entdeckte das Talent und sorgte dafür, dass der Junge nach Chicago fuhr und bei Lanson W. Perkins das Studium des Billardspiels aufnahm.
In dieser Zeit gewann Cochran etliche Amateur-Turniere im Cadre- und Dreibandspiel.
Schon mit siebzehn Jahren war es schwierig, für ihn gleichwertige Gegner zu finden. Bei einem Turnier im New York Theater traf er schließlich auf einen Gegner, den er nicht besiegte: Willie Hoppe. Diesem Duell folgte eine immer wieder aufflackernde Rivalität zwischen den beiden, die erst 1959, als Hoppe starb, ein Ende fand.
Einer seiner großen Widersacher im Cadre war in den zwanziger Jahren der Deutsche Erich Hagenlocher, der es zweimal schaffte, ihm den heißumstrittenen Cadretitel der Berufsspieler zu rauben. Seinen ersten großen Cadretitel holte sich Cochran 1925. Zwei Jahre später stellte er einen Weltrekord mit einer Cadre Serie von 407 Points auf. Mit Spannung sah man seinem Auftritt mit Hoppe im Dreiband entgegen. 1933 gewann Cochran den Weltmeistertitel im Dreiband und verteidigte ihn 1935 und 1936.
Dann kam eine Zeit, in der man nicht sehr viel von ihm hörte. Er gab sich ganz der Arbeit für seine inzwischen gegründete Billardakademie hin. So verlor er 1941 und 1942 den Titel an Hoppe. „Ich war nicht im Training“ sagte er dazu.

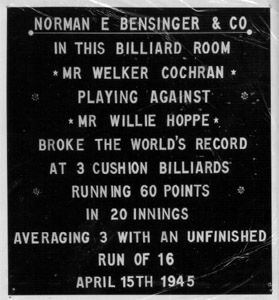
Anzeigetafel in Bensingers Billardsalon mit Cochrans Weltrekord 1945 im Einzeldurchschnitt (ED) von 3,000 (60 Punkten in 20 Aufnahmen)

1944 kam es zum Comeback und Hoppe musste die Krone wieder abgeben in einem Mammutturnier, dass sich über 13 Städte erstreckte. Cochran spielte dabei hervorragende Durchschnitte. Er pflegte stets einige Runden auf dem Fahrrad zurückzulegen, ehe er sich ans Spiel begab. Das schien sich als gutes Rezept herumgesprochen zu haben, denn eines Tages, als er wieder einmal gegen W. Hoppe anzutreten hatte, kam ihm der Gegner bei seinen Runden durch den New Yorker Central Park auf dem Fahrrad heftig strampelnd entgegen. Cochran stellte auch jeweils das Rauchen ein, und zwar schon sechs Monate bevor er ein großes Match zu spielen hatte.
1945 stellte Cochran in einem Dreibandspiel gegen Hoppe einen neuen Weltrekord von 3,000 im Einzeldurchschnitt (ED) auf. Er spielte 60 Punkten in 20 Aufnahmen.
1946 zog er sich wegen seiner Arthritis vom professionellen Billardgeschäft zurück, hatte aber 1954 nochmal ein kleines Comeback.

## Zitate
- „Jedermann hat Nerven; wir Billardspieler müssen aber lernen, sie unter Kontrolle zu halten.“

## Erfolge
- Profi-Weltmeister im Cadre 45/2: 1927, 1934
- Profi-Weltmeisterschaft im Dreiband: 1933, 1935, 1936, 1944
- Aufnahme in die Hall of Fame des Billiard Congress of America im Jahre 1967[3]

## Veröffentlichungen
- Scientific Billiards, Welker Cochran, Taschenbuch (englisch) 108 Seiten, Verlag: Kent Pr (15. Oktober 2000), ISBN 1-4465-0072-1